# Torre Mena
La Torre Mena es un edificio protegido como Bien Cultural de Interés Local situado en Badalona, en el barrio de Llefià.

## Descripción
Es una torre de bajos y dos pisos en el cuerpo central y de un solo piso en los laterales. Al nivel de la planta noble del cuerpo central, un balcón muy salido se apoya sobre columnas de hierro. Conjuga, con sentido ecléctico, elementos clásicos, como las columnas del vestíbulo, los sillares en punta de diamante, las aberturas y las proporciones en general con elementos medievales, como las almenas y la torreta central.
El jardín de acceso a la torre ha sido eliminado para abrir la avenida del Marqués de Sant Mori y ampliar la plaza Trafalgar.

## Historia
Fue una casa colonial construida en 1880 sobre las ruinas de otra más antigua, la masía de Can Mena, que fue propiedad de Pedro Jerónimo de Mena, administrador general de las Rentas Reales de Mallorca. La masía estaba rodeada de campos de cultivo, principalmente viñas. 
A finales del siglo XIX, fue adquirida mediante subasta por Joaquin Font de Viñals, abogado y propietario. A su muerte, la dejó en herencia a la menor de sus hijas, Carmen, quien la alquiló a Radio Miramar, que ubicó en la finca una antena.

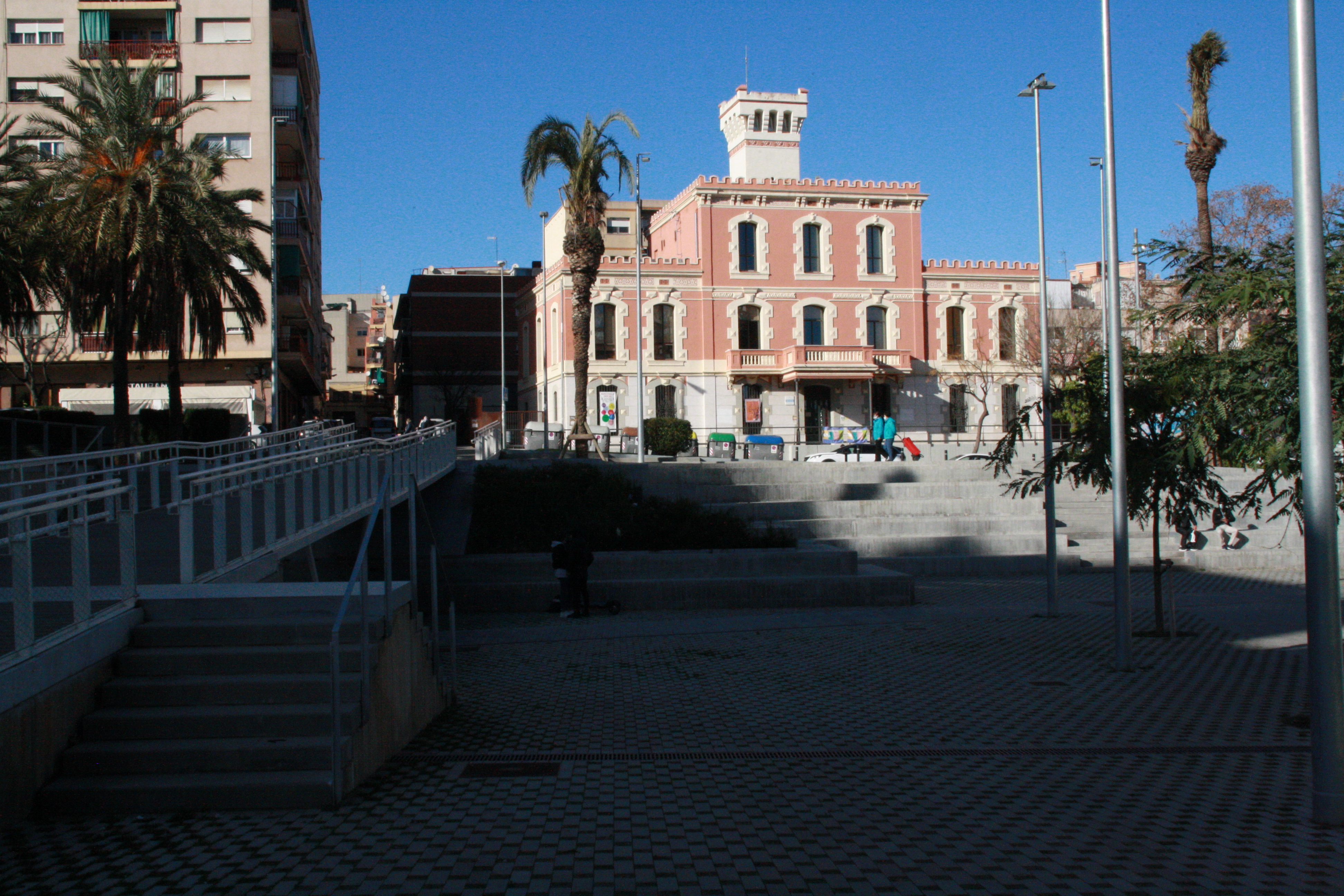
Plaza Trafalgar y Torre Mena

Luego quedó semiabandonada y, a finales de los años ochenta del siglo XX, fue expropiada por el ayuntamiento.